# Zamodes
Zamodes is een kevergeslacht uit de familie van de boktorren (Cerambycidae). De wetenschappelijke naam van het geslacht werd voor het eerst geldig gepubliceerd in 1873 door LeConte.

## Soorten
Zamodes is monotypisch en omvat slechts de volgende soort:
- Zamodes obscurus LeConte, 1873